# Rumburak tuberatus
Rumburak tuberatus Wesolowska, Azarkina & Russell-Smith, 2014 è un ragno appartenente alla famiglia Salticidae.

## Etimologia
Il nome proprio deriva dall'aggettivo latino tuberatus, -a, -um, che significa dotato di protuberanza, in riferimento alla presenza di una protuberanza sulla superficie ventrale della tibia del pedipalpo maschile.

## Caratteristiche
L'olotipo maschile ha un cefalotorace lungo 1,7mm, largo 1,4mm e spesso 1,1mm.
Al 2022 non sono noti esemplari femminili di questa specie.
Questa specie è simile a R. virilis. Se ne distingue per la presenza di un processo ventrale, una sorta di protuberanza, sulla tibia del pedipalpo (l'unica specie del genere Rumburak con questo processo). Differisce anche nella struttura del pedipalpo; il bulbo è più largo del cymbium (più stretto in R. virilis) e l'embolo è nettamente più lungo con la parte distale perpendicolare all'asse lungo del cymbium (in altre specie non è perpendicolare, bensì parallelo)..

## Distribuzione
La specie è stata reperita in Sudafrica, nella Provincia del Limpopo.
1. l'olotipo maschile è stato rinvenuto nel parco naturale Entabeni Game Reserve, di notte, all'interno della foresta afromontana da S.H. Foord, N. Hahn, M. Muthaphuli e M. Mashau il 9 febbraio 2008[1].

## Tassonomia
Al 2022 non sono note sottospecie e dal 2014 non sono stati esaminati nuovi esemplari.